# Zygmunt Muchniewski
Zygmunt Muchniewski (30 luglio 1896 – 5 gennaio 1979) è stato un politico polacco.

## Biografia
Fu primo ministro del governo in esilio della Polonia dal 16 luglio 1970 al 13 agosto 1972.

| Controllo di autorità | VIAF (EN) 46146937701813831271 |